# 1. česká hokejová liga 1994/1995
1. česká hokejová liga 1994/1995 byla 2. ročníkem druhé české nejvyšší hokejové soutěže.

## Fakta
- 2. ročník samostatné druhé nejvyšší české hokejové soutěže
- Týmy HC Kometa Brno a HC Železárny Třinec postoupily do extraligového ročníku 1995/1996
- HC Tábor sestoupil do 2. ligy a HC Baník CHZ Sokolov se v prolínací baráži udržel. Vzhledem k rozšíření extraligy na 14 týmů postoupily do 1. ligy dva týmy navíc. Postupujícími do 1. ligy byli: HC Slavia Becherovka Karlovy Vary, HC Přerov a HC Stadion Liberec.
- Po skončení soutěže prodal HC Hodonín licenci týmu HK Kaučuk Kralupy nad Vltavou

### Systém soutěže
Všech 14 týmů se nejprve utkalo v základní části dvoukolově každý s každým a následně všechny sudé týmy se všemi lichými týmy doma a venku. Čtveřice nejlepších týmů po základní části postoupila do čtvrtfinále play-off. Týmy na pátém až dvanáctém místě postoupily do předkola play off, které se hrálo na dva vítězné zápasy. Čtvrtfinále a semifinále se hrálo na 3 vítězné zápasy. Dva vítězové semifinále play off postoupili přímo do dalšího ročníku extraligy, aniž by museli hrát baráž. Extraliga se totiž rozšiřovala na 14 týmů.
Týmy, které skončily na třinácté a čtrnácté příčce, se účastnily šestičlenné baráže o 1. ligu, kde se k nim přidaly dva nejlepší týmy základní části z obou skupin 2. ligy.

## Základní část

### Konečná tabulka
| Vysvětlivka                   |
| ----------------------------- |
| Postup do čtvrtfinále playoff |
| Postup do předkola play off   |
| Účastník baráž o 1. ligu      |

| Poř. | Tým                         | Z  | V  | R  | P  | VG  | OG  | B  |
| ---- | --------------------------- | -- | -- | -- | -- | --- | --- | -- |
| 1.   | HC Kometa Brno              | 40 | 26 | 7  | 7  | 154 | 98  | 59 |
| 2.   | HC Železárny Třinec         | 40 | 23 | 8  | 9  | 175 | 118 | 54 |
| 3.   | HC Vajgar Jindřichův Hradec | 40 | 21 | 8  | 11 | 144 | 117 | 50 |
| 4.   | HC Havířov                  | 40 | 21 | 5  | 14 | 170 | 134 | 47 |
| 5.   | HC Hodonín                  | 40 | 19 | 8  | 13 | 135 | 124 | 46 |
| 6.   | H+S Beroun                  | 40 | 20 | 5  | 15 | 140 | 138 | 45 |
| 7.   | HC Slezan Opava             | 40 | 18 | 7  | 15 | 147 | 125 | 43 |
| 8.   | HC Lev Hradec Králové       | 40 | 16 | 9  | 15 | 123 | 113 | 41 |
| 9.   | HC Slovan Ústí nad Labem    | 40 | 14 | 8  | 18 | 120 | 129 | 36 |
| 10.  | BK VTJ Havlíčkův Brod       | 40 | 15 | 5  | 20 | 131 | 149 | 35 |
| 11.  | VTJ Jitex Písek             | 40 | 14 | 4  | 22 | 121 | 137 | 32 |
| 12.  | HKC Prostějov               | 40 | 8  | 11 | 21 | 91  | 149 | 27 |
| 13.  | HC Baník CHZ Sokolov        | 40 | 7  | 9  | 24 | 92  | 154 | 23 |
| 14.  | HC Tábor                    | 40 | 8  | 6  | 26 | 108 | 166 | 22 |

## Předkolo play off
- HC Hodonín - HKC Prostějov 2:1 (3:5, 4:1, 5:2)
- H+S Beroun - VTJ Jitex Písek 2:1 (4:1, 3:5, 3:1)
- HC Slezan Opava - BK VTJ Havlíčkův Brod 2:0 (2:1, 3:0)
- HC Lev Hradec Králové - HC Slovan Ústí nad Labem 0:2 (2:5, 1:3)

## Čtvrtfinále
- HC Kometa Brno - HC Slovan Ústí nad Labem 3:1 (8:3, 3:0, 0:4, 6:3)
- HC Železáři Třinec - HC Slezan Opava 3:0 (5:3, 13:2, 2:0)
- HC Vajgar Jindřichův Hradec - H+S Beroun 3:1 (2:3, 7:5, 3:2, 3:1)
- HC Havířov - HC Hodonín 3:0 (3:1, 4:2, 4:3)

## Semifinále
- HC Kometa Brno - HC Havířov 3:0 (6:3, 6:3*, 3:1)
- HC Železárny Třinec - HC Vajgar Jindřichův Hradec 3:0 (8:0, 4:2, 3:2)

* Pozn.: zápas byl kontumován ve prospěch domácího celku HC Kometa Brno 5:0, v zápase se strhla hromadná rvačka hráčů a havířovský celek opustil led 
Historickou příslušnost do extraligy pro Třinec vybojovali na jihočeském ledě tito hráči: 
- Brankáři Michal Hlinka a Josef Lucák
- Obránci Karel Pavlík, Milan Murín – Antonín Plánovský, Miroslav Číhal – Roman Šindel, Petr Pavlas
- Útočníci Jiří Novotný, Martin Palinek, Vladimír Michálek – Petr Zajonc, Dalibor Římský, Roman Kaděra – Dušan Adamčík, Michal Piskoř, Viktor Ujčík – Josef Duchoslav, Jevgenij Alipov, Aleš Badal
- Hráči kteří se do sestavy rozhodujícího utkání nevešli nebo nemohli hrát: Václav Slabý, Josef Marha, Igor Mozgalev, Jan Hušek, Roman Hromada, Dalibor Sochorek, Libor Zátopek, Stanislav Kacíř, ale i vsetínští Miroslav Barus, Jan Srdínko a Libor Forch, kteří pomáhali v zápasech základní části.

Týmy Komety Brno a Železáren Třinec postoupily do dalšího ročníku extraligy, aniž by musely hrát baráž. Extraliga se totiž rozšířila na 14 týmů.

## Baráž o 1. ligu
| Poř. | Tým                               | Z  | V | R | P | VG | OG | B  |
| ---- | --------------------------------- | -- | - | - | - | -- | -- | -- |
| 1.   | HC Slavia Becherovka Karlovy Vary | 10 | 5 | 4 | 1 | 32 | 22 | 14 |
| 2.   | HC Přerov                         | 10 | 6 | 1 | 3 | 43 | 30 | 13 |
| 3.   | HC Stadion Liberec                | 10 | 5 | 1 | 4 | 40 | 28 | 11 |
| 4.   | HC Baník CHZ Sokolov              | 10 | 4 | 3 | 3 | 32 | 27 | 11 |
| 5.   | SK Horácká Slavia Třebíč          | 10 | 3 | 2 | 5 | 27 | 42 | 8  |
| 6.   | HC Tábor                          | 10 | 1 | 1 | 8 | 29 | 54 | 3  |

HC Tábor sestoupil do 2. ligy a HC Baník CHZ Sokolov se v prolínací baráži udržel. Vzhledem k rozšíření extraligy na 14 týmů postoupily do 1. ligy dva týmy navíc. Nově postupujícími do dalšího ročníku 1. ligy byli: HC Slavia Becherovka Karlovy Vary, HC Přerov a HC Stadion Liberec.